# Jedem das Seine

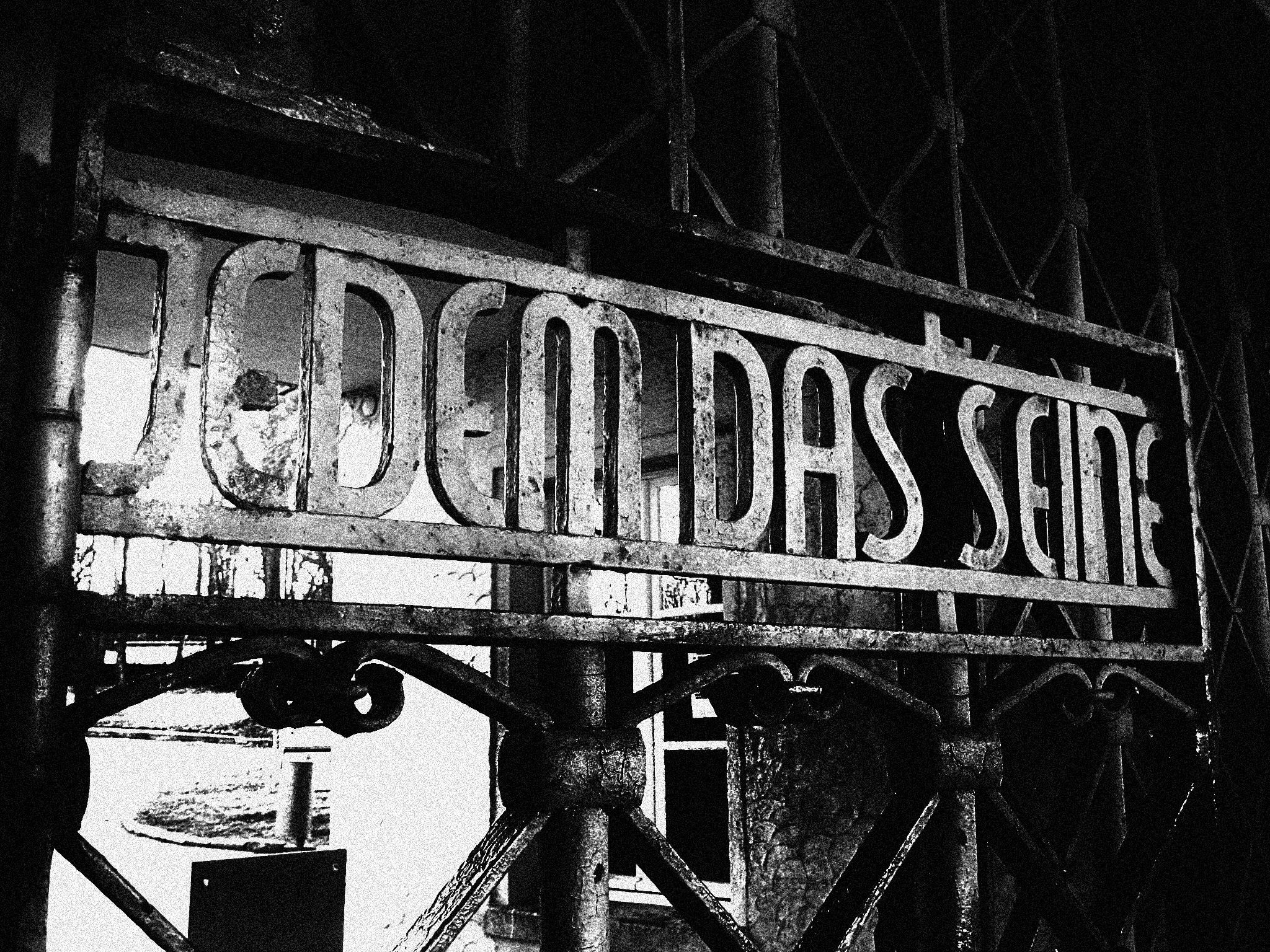
Huvudporten till koncentrationslägret Buchenwald som visar mottot Jedem das Seine.

Jedem das Seine (tyskt uttal: [ˈjeːdm̩ das ˈzaɪ̯nə]) är den tyska översättningen av den en latinska frasen suum cuique som betyder "var och en sitt" eller "åt var och en det han förtjänar" och härrör från Ciceros De officiis. 
Suum cuique var Svarta örnordens,  Der schwarze Adlerorden,  devis och denna var den högsta orden i Preussen vilken instiftades 1701 vid Fredrik I:s kröning.
Nazisterna använde denna term vid entrén till koncentrationslägret Buchenwald. Detta har lett till att termen har blivit kontroversiell i moderna Tyskland.[källa behövs]